# Pero cruza
Pero cruza là một loài bướm đêm trong họ Geometridae.